# Прапор Суаньї
Прапор Суаньї було прийнято рішенням ради від невідомої дати як прапор муніципалітету Суаньї в провінції Ено. Прапор можна описати так:
Дві однаково довгі смуги зеленого і білого кольорів.
Кольори прапора походять від герба дому Лотарингії, лівої частини муніципального герба.

За даними Ради геральдики та вексилології (фр. Conseil d'héraldique et de vexillologie), повідомляється про інший прапор із зеленим і білим хрестом, який, здається, не використовується. Це те саме, що й у дому Лотарингії, ліва частина муніципального герба.

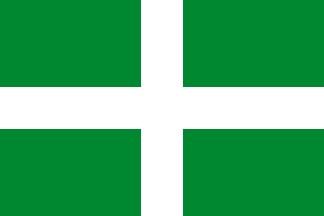
Прапор згідно з Радою геральдики та вексилології
Герб дому Лотарингії (?).
Герб Суаньї